# Santa Marina (Zurbarán)
Santa Marina es el tema de varios lienzos atribuidos a Francisco de Zurbarán, o a su obrador —con mayor o menor colaboración del propio maestro—. De entre estas obras, las principales son la que actualmente pertenece a la Colección Carmen Thyssen, y la del Museo de Bellas Artes de Sevilla.                                                                                            

## Temática de la obra
Las leyendas sobre Santa Marina y Santa Margarita de Antioquía son muy similares, es posible que la primera esté basada en la santa de Antioquía, por lo que a menudo sus iconografías se confunden. Según una versión de la leyenda, Marina nació en Ginzo de Limia en el año 123. Su madre murió durante el parto, y su padre Theudio (o Teódulo), pese a ser una persona importante, eligió a una humilde mujer labradora como nodriza para su hija. Marina optó por la vida cristiana, y se dedicó a la labranza y al pastoreo. Un prefecto romano llamado Olibrio se encaprichó de ella, deseándola como esposa, concubina o esclava. Al negarse a sus pretensiones, Marina fue acusada de practicar el cristianismo. En el juicio, celebrado a sus quince años de edad (en 138), no renegó del cristianismo, siendo condenada a morir decapitada, como correspondía a una ciudadana romana.

## Análisis de las obras

### Versión del Museo Carmen Thyssen Málaga
- Colección Carmen Thyssen, en préstamo gratuito al Museo Carmen Thyssen Málaga.[3]
- Pintura al óleo sobre lienzo; 111 x 88 cm;
- Fecha de realización: ca.1640-1650.

Esta obra es muy similar a la Santa Margarita de Antioquía, puesto que la iconografía de ambas santas es prácticamente la misma. Zurbarán pinta a Marina de tres cuartos, vistiendo como una pastora acomodada. Lleva un corpiño negro sobre una camisa blanca, y una falda de color rojo oscuro, sobre la cual viste una sobrefalda abullonada verde oscuro. En su mano derecha sostiene una vara de pastor, mientras que en la izquierda lleva un libro, que alude a una antigua costumbre de las parturientas, de posar en su vientre un libro sobre la vida de la santa. En su brazo izquierdo porta una llamativa bolsa de tejido rústico, propia de los campesinos de la época.

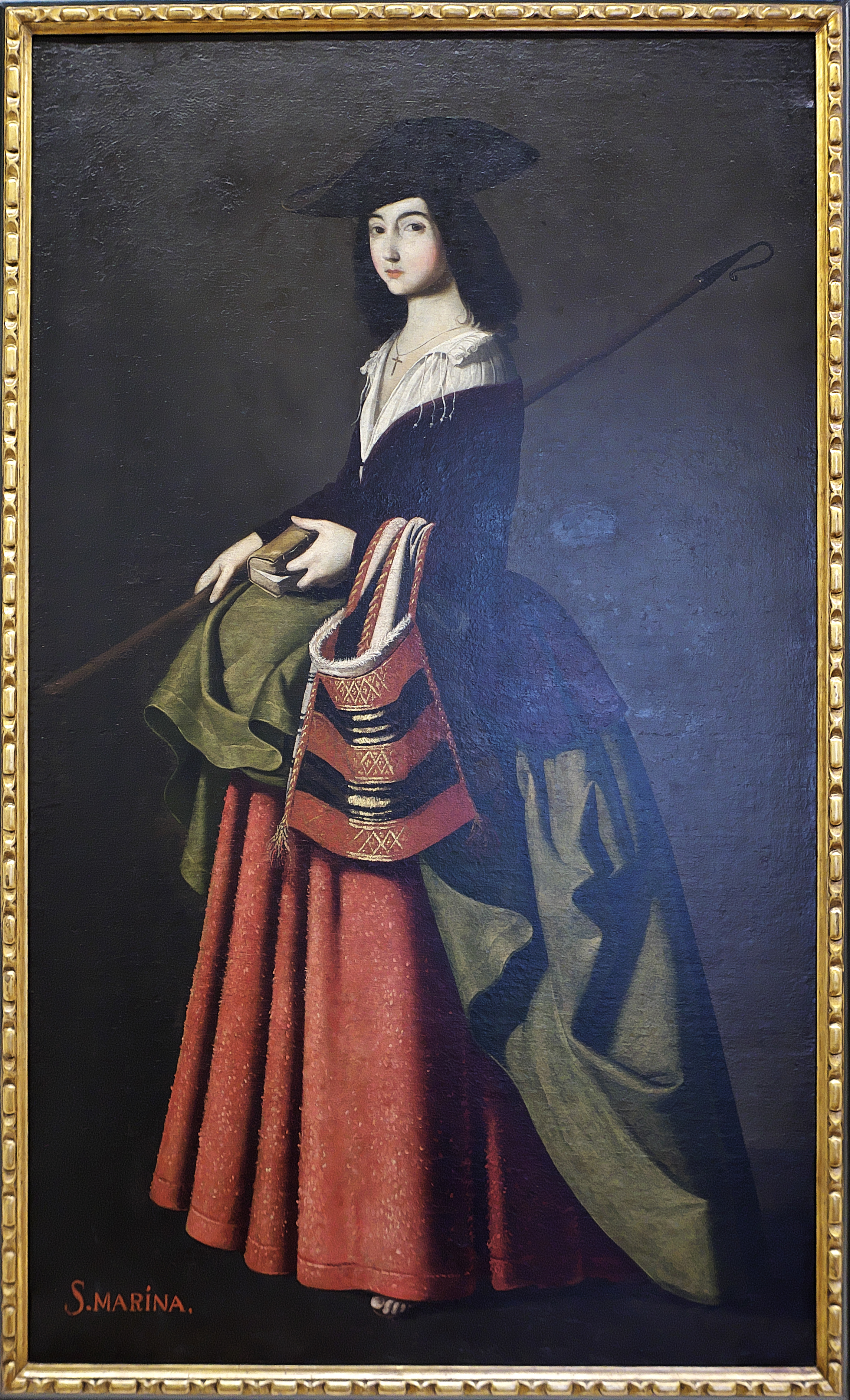
Versión del Museo de Bellas Artes de Sevilla

### Versión de Sevilla
- Museo de Bellas Artes de Sevilla;
- Pintura al óleo sobre lienzo; 170 x 101 cm;
- Fecha de realización: ca.1640-1650.[5]

Este lienzo forma parte de una serie procedente del Hospital de las Cinco Llagas, en Sevilla, formado por una Virgen del Rosario y por siete santas. Una carta del canónigo López Cepero, intercediendo a favor del Isidore Taylor —que quería comprar el conjunto para Luis Felipe I de Francia — atestigua la presencia de estas obras en el Hospital en 1837. El conjunto muestra gran diferencia de calidad entre las ocho pinturas, poniendo de manifiesto una amplia participación del obrador de Zurbarán. El presente lienzo, donde el pintor representa a la santa de cuerpo entero, es básicamente una obra de dicho taller, siendo considerado como la réplica más notable de las que han llegado hasta la actualidad.